# Collège Jean-Tabi
Le collège Jean-Tabi (CJT) est un établissement scolaire privé catholique d'enseignement secondaire général situé dans la ville de Yaoundé, capitale du Cameroun.

## Histoire
Fondé en 1956 par les pasteurs et les fidèles de la paroisse d’Etoudi en mémoire de l’abbé Jean Tabi (1908–1951), le collège devient une œuvre diocésaine en 1971. Et depuis 1975 il est dirigé par la congrégation des Sœurs Servantes du Saint-Cœur de Marie (SSCM)

## Organisation
Le collège Jean-Tabi dispose de classes de la 6e en Terminale et accueille tout élève sans distinction de réligion à condition que ce dernier accepte de se conformer aux exigences inhérentes au caractère catholique et écologique du collège.

## Palmarès
Le collège Jean-Tabi est l'un des établissements scolaires ayant le plus fort taux de réussite au Baccalauréat au Cameroun. Premier taux de réussite au Baccalauréat en 2007, il figure régulièrement en tête du palmarès annuel des lycées et collèges établi par l'Office du baccalauréat du Cameroun (OBC),.
Il résulte également 1er national depuis 2013, et enregistre 100% de réussite à tous les examens (Baccalauréat, Probatoire, BEPC) lors des sessions 2018 et 2019,